# Hartmut Block
Hartmut Block (* 1957) ist ein deutscher Drehbuchautor.

## Leben
Block arbeitete zunächst als Kindergärtner, Kohlenschlepper und Werbetexter, ehe er ein Studium der Sozialarbeit und Musikwissenschaften aufnahm. Im Anschluss war er als Musiker, Soundtrack-Produzent und Musikjournalist unter anderem für das WDR-Jugendradio tätig. Später war Block ab den 1980er Jahren als TV-Redakteur bei WWF für das ARD-Vorabendprogramm wo er Serienproduktionen wie Blank Meier Jensen, Gegen den Wind und Die Strandclique mitverantwortete. Seit 2002 ist er als Drehbuchautor tätig. Im November 2010 erschien sein erster Roman Dosenkavalier.
Block lebt in Köln und ist seit 1991 verheiratet.

## Filmografie (Auswahl)
- 2005: Die unlösbaren Fälle des Herrn Sand
- 2008: Der Prinz von nebenan
- 2011: Kein Sex ist auch keine Lösung